# Вилейка (Могилёвская область)
Виле́йка (бел. Вілейка) — деревня в Чаусском районе Могилёвской области Белоруссии. В составе Горбовичского сельсовета.

## История
До 2013 года в составе Каменского сельсовета.

## Население

### Численность
- 2009 год — 52 человек

### Динамика
- 2009 год — 52 человек

## Известные уроженцы
- Азаров Семён Иванович (1909—1942) — Герой Советского Союза.